# Sudan, Texas
Sudan là một thành phố thuộc quận Lamb, tiểu bang Texas, Hoa Kỳ. Năm 2010, dân số của xã này là 958 người.

## Dân số
- Dân số năm 2000: 1039 người.
- Dân số năm 2010: 958 người.